# Даннебергс Артур
Артур Даннебергс (латис. Arturs Dannebergs 17 лютого 1891, Кенігська волость - 16 жовтня 1941 року, Комунарка) - військовий діяч Російської імперії, Латвійської Республіки, пізніше СРСР .

## Біографія
Народився 17 лютого 1891 року в садибі Леяскукі Кенігської волості, в селянській родині. За національністю латиш. У 1914 році був призваний до російської армії. З 1914 по 1918 року служив в 3-му Фінському артилерійському дивізіоні. 18 лютого 1919 року вступає на службу до регулярної латвійської армію. Стає командиром 1-ї Валмієрської батареї. У 1919 році вступає до Відземського артполка, потім стає його командиром (1919-25 і 1932-35 рр.). Під час битви з армією Бермондта був призначений командиром групи артилерії на Ризькому південному фронті. У 1920 році нагороджений орденом Лачплесіса ІІІ ступеня. З 1925 по 1932 рік - начальник підготовки офіцерів артилерії. У 1935 році підвищений до звання генерала латвійської армії. З 1935 по 1940 рік - інспектор артилерії.
З 1940 у Червоній армії. З 1940 по 1941 - начальник артилерії 24-го стрілецького корпусу Прибалтійського Особливого військового округу. З 29 грудня 1940 - генерал-майор артилерії.
Заарештований 13 травня 1941 року. Військовою колегією Верховного суду СРСР 18 липня 1941 року за звинуваченням у участі в контрреволюційній організації засуджений до розстрілу. Вирок виконано 16 жовтня 1941 року. Ухвалою Військової колегії від 30 листопада 1957 року реабілітований.

## Нагороди
- Георгіївський хрест IV ступеня та медаль (Російська імперія),
- Орден Святого Станіслава II та III ступеня (Російська імперія),
- Орден Святої Анни II та III ступеня (Російська імперія),
- Орден Святого Володимира IV ступеня (Російська імперія),
- Хрест Свободи 2-го класу 3-го ступеня (Естонська республіка),
- Орден Хреста Витязя І ступеня (Литовська республіка),
- Орден Лачплесіса II та III ступеня,
- Орден Трьох зірок ІІ ступеня (1936) та ІІІ ступеня (1930).